# 蓬雀短腺吸虫
蓬雀短腺吸虫（学名：Brachylecithum emberizae）为双腔科短腺属的动物。分布于日本以及中国大陆的北京等地，营寄生生活，终末宿主朱雀，寄生于肝脏胆管。